# Alfabeto tétum
O alfabeto tétum (em tétum:  alfabetu tetun) é o abecedário utilizado para a escrita da língua tétum. Usa o alfabeto latino, consistindo em cinco vogais e 20 consoantes, usando ainda o apóstrofo ( ’ ) como um signo para a oclusiva glotal. Em relação ao alfabeto português, são excluídas as letras "c" e "q", e as letras "g", "h", "s" e "x" nem sempre têm o mesmo valor que na língua portuguesa. O instituto Nacional de Linguística de Timor Leste adotou ainda os dígrafos galegos "ll" e "ñ" com o valor do "lh" e "nh" da língua portuguesa

## Alfabeto e os nomes das letras
| Letra     | Letra     | Nome da letra em tétum |
| Maiúscula | Minúscula | Nome da letra em tétum |
| --------- | --------- | ---------------------- |
| A         | a         | á                      |
| B         | b         | bé                     |
| D         | d         | dé                     |
| E         | e         | é                      |
| F         | f         | efe                    |
| G         | g         | ge                     |
| H         | h         | agá                    |
| I         | i         | í                      |
| J         | j         | jota                   |
| K         | k         | kapa                   |
| L         | l         | ele                    |
| M         | m         | eme                    |
| N         | n         | ene                    |
| Ñ         | ñ         | ene ho til             |
| O         | o         | ó                      |
| P         | p         | pé                     |
| R         | r         | erre                   |
| S         | s         | esse                   |
| T         | t         | té                     |
| U         | u         | ú                      |
| V         | v         | vé                     |
| W         | w         | vé-kaduak              |
| X         | x         | xís                    |
| Y         | y         | ípsilon                |
| Z         | z         | zé                     |